# Klein chemisch afval

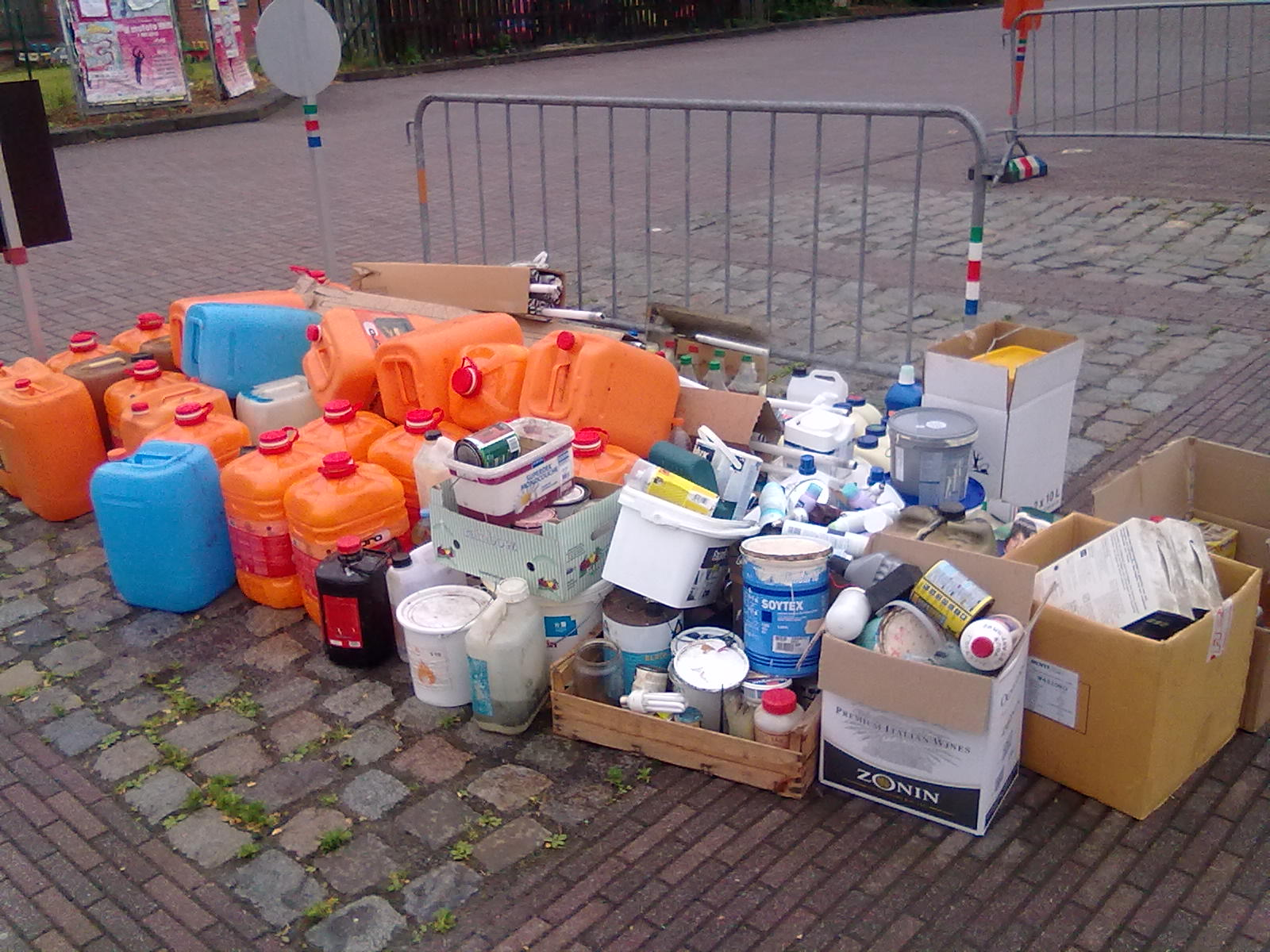
KCA klaar om opgehaald te worden

Klein chemisch afval (kca) (in Nederland) of klein gevaarlijk afval (kca) (in België) is huishoudelijk afval waar chemische stoffen in zitten die schadelijk zijn voor de gezondheid en voor het milieu. Het afval bevat bijvoorbeeld lood, kwik, cadmium, chroom of organische oplosmiddelen. Deze stoffen verontreinigen reststoffen (slakken en rookgasreinigingsresidu) waardoor die moeilijker nuttig kunnen worden toegepast. Ook veroorzaken ze bij verbranding luchtvervuiling en bij storting vervuilen ze het grondwater.
Producten als spaarlampen en oplaadbare batterijen behoren ook tot het kca. Ze zijn dan wel energiebesparend, maar daarom nog niet minder schadelijk voor het milieu.
Kca wordt gescheiden ingezameld omdat het apart moet worden verwerkt. Dat is ook nodig om de veiligheid van vuilnismannen te waarborgen. Die kunnen zich anders prikken aan gebruikte injectienaalden of in aanraking komen met gevaarlijke, bijtende stoffen.
In Vlaanderen heeft in de jaren 1990 elke woning gratis een speciaal ontworpen milieubox gekregen.
In Nederland wordt aan ieder huishouden een chemobox uitgereikt, die bij de woning hoort.

## Afvalstoffenlijst
In 2001 is de Nederlandse lijst met producten die als klein chemisch afval worden beschouwd aangepast. Een aantal producten, zoals nagellak en vlooienbanden, staan sinds 2001 niet meer op de lijst. Door de verbeterde verbrandingstechnieken van de afvalverbrandingsinstallaties levert dit afval geen gevaar meer op voor het milieu. De hogere temperatuur vernietigt de schadelijke stoffen en de uitgestoten rookgassen worden gereinigd. Producten die als klein chemisch afval te boek staan zijn te herkennen aan het kca-logo.
Nieuw op de lijst zijn: bepaalde sterke zuren (etsvloeistoffen) en vloeibare gootsteenontstopper (zwavelzuur). De kca-lijst is ingedeeld in vijf categorieën (huishoudelijke producten, uit het medicijnkastje, doe-het-zelfproducten, hobby en vervoer):
- accu's en batterijen
- benzine
- bestrijdingsmiddelen / insecticiden
- etsvloeistoffen als salpeterzuur en zwavelzuur
- gootsteenontstopper (natriumhydroxide, zwavelzuur)
- injectienaalden
- kwikschakelaars (bijvoorbeeld niet-digitale verwarmings-thermostaten)
- kwikthermometers (vanwege het giftige kwik)
- lampenolie
- medicijnen
- motorolie, afgewerkte olie en remolie, oliefilters
- ontwikkelaar en fixeer voor foto's
- petroleum
- spaarlampen en energiezuinige lampen
- tl-buizen
- verf, lak, beits en houtverduurzamingsmiddelen
- verfproducten als terpentine, verfverdunner, afbijtmiddel, kwastreiniger, kwastontharder en wasbenzine
- zoutzuur

## Kca-logo
Vanaf 9 januari 2007 verdwijnt van de meeste producten het logo voor klein chemisch afval. Dan wordt namelijk het "Besluit kca-logo" ingetrokken. Op een aantal producten zoals elektronische apparaten en bepaalde batterijen blijft het logo aanwezig.
De Europese Commissie beschouwt het "Besluit kca-logo" als een ongeoorloofde handelsbelemmering. Het besluit voorzag in de etikettering van bepaalde producten met het klein chemisch afval-logo (een afvalcontainer met een kruis erdoor). Het kca-logo slaat op de inhoud, niet op de verpakking. Lege verfblikken, lege flessen van bijvoorbeeld wasbenzine of lege spuitbussen worden niet apart ingezameld. Het is niet nodig (en zelfs schadelijk) om blikken en flessen van dit soort producten om te spoelen: het beetje dat achterblijft doet veel meer kwaad in het rioolwater dan bij de vuilverbranding.

## Inleveren van kca in Nederland
Klein chemisch afval moet worden ingeleverd bij de gemeente. De meeste gemeenten hebben een chemokar, die een aantal vaste standplaatsen heeft. Vaak is er ook een gemeentedepot (soms milieustraat genoemd) of kca-depot. Batterijen, medicijnen en fotochemicaliën kunnen vaak worden ingeleverd in de winkels waar ze zijn gekocht.
In 2001 werd in Nederland 65 procent van al het klein chemisch afval gescheiden ingezameld. De Nederlandse overheid wil dit percentage verhogen naar 90 procent.

## Inleveren van kca in Vlaanderen
Klein gevaarlijk afval wordt in eerste instantie verzameld in de milieubox, die men zelf naar het gemeentelijk containerpark kan brengen. De meeste gemeenten organiseren, meestal eens per maand, ook een aparte ophaling bij de mensen thuis of bij een tijdelijk inzamelpunt per wijk. Voor (vervallen) geneesmiddelen bestaat de regel dat die door elke apotheek worden aanvaard.

## Hergebruik en restafval
Het metaal uit batterijen en accu's is geschikt voor hergebruik. Van het zink worden bijvoorbeeld dakgoten gemaakt en van het staal spijkers en staaldraad. Cadmium komt weer terug in nieuwe batterijen. Ook het glas van tl-lampen en spaarlampen wordt opnieuw gebruikt, bijvoorbeeld voor nieuwe lampen. Van foto-ontwikkelaar en -fixeer is het waardevolle zilver weer bruikbaar. Olie wordt ten slotte weer als brandstof benut.
Het zogenaamde restafval gaat naar speciale verbrandingsovens. De hoge temperatuur vernietigt de schadelijke stoffen en reinigingsinstallaties zuiveren de gassen die daarbij vrijkomen. Door een sterke verbetering van de verbrandingstechniek kan steeds meer afval op die manier onschadelijk worden gemaakt. Kca dat niet kan worden hergebruikt of verbrand, wordt veilig opgeslagen.